# Erna Bürger
Pour les articles homonymes, voir Bürger.
Erna Bürger, née le 26 juillet 1909 à Eberswalde (Empire allemand) et morte le 26 juin 1958 à Düsseldorf (Allemagne de l'Ouest), est une gymnaste artistique allemande.

## Biographie
Erna Bürger remporte aux Jeux olympiques d'été de 1936 à Berlin la médaille d'or du concours général par équipes féminin avec Käthe Sohnemann, Anita Bärwirth, Isolde Frölian, Friedl Iby, Trudi Meyer, Paula Pöhlsen et Julie Schmitt.